# روبرت إليوت
روبرت إليوت (بالإنجليزية: Robert Elliott)‏ هو سياسي أسترالي، ولد في 28 أكتوبر 1886 في أستراليا، وتوفي في 6 مارس 1950 في أستراليا. حزبياً، نشط في الحزب الوطني الأسترالي. وقد انتخب عضو مجلس الشيوخ الأسترالي ‏ عن دائرة فيكتوريا (1 يوليو 1929 – 30 يونيو 1935).